# 德島藩
德島藩（日语：／ Tokushima han */?）為日本古代統有阿波國（現德島縣）與淡路國（現兵庫縣淡路島）兩國的藩。藩廳為德島城（現德島縣德島市），藩主為外樣大名蜂須賀氏，支藩為富田藩。

## 歷史
豐臣秀吉重臣蜂須賀正勝於1585年四國征伐後，除了原有的播磨國龍野外，並獲得阿波國。其以年事已高之故將家督讓給嫡長子蜂須賀家政，當時石高達17萬5千石。不過板野郡的一部屬於他藩，並非統治阿波全境。
1600年關原之戰後，德川家康為如何處理加入東軍的豐臣舊臣大傷腦筋。蜂須賀家政在把領地交還豐臣秀賴後，便上高野山出家以保持表面上的中立。其嫡子蜂須賀至鎮因其妻為德川家康的養女（小笠原秀政的女兒）敬台院，而加入東軍。此戰略奏效的結果，戰後成功收回舊領，實際上已經成立德島藩。
1615年大阪之役中，蜂須賀至鎮的力戰得到德川幕府第2代將軍德川秀忠的賞識，於戰後獲得淡路國的8萬1千石，成為25萬7千石的大大名。
吉野川流域盛產蓼藍，第10代蜂須賀重喜時德島蓼藍商人也因為得到德島藩的後盾而獨占全國市場，蓼藍商人上繳的稅金也成為本藩重要的收入。雖然本藩表面上的石高為25萬石，但加上蓼藍、菸草、鹽等特產品的收入，事實上高達40多萬石。
1871年廢藩置縣後成為德島縣，之後經由名東縣編入高知縣（此時淡路島則編入兵庫縣），直到1880年才再以德島縣之名分割出來。
1884年蜂須賀家以侯爵爵位名列華族。

## 歷代藩主
蜂須賀家
外樣大名　17萬5千石→25萬7千石→20萬7千石→25萬7千石
1. 蜂須賀至鎮〔從四位下、阿波守〕加増至25萬7千石
2. 蜂須賀忠英〔從四位下、阿波守・侍從〕
3. 蜂須賀光隆〔從四位下、阿波守・侍從〕
4. 蜂須賀綱通〔從四位下、阿波守・侍從〕
5. 蜂須賀綱矩〔從四位下、淡路守・侍從〕分藩之故變為20萬7千石
6. 蜂須賀宗員〔從四位下、淡路守・侍從〕合併支藩而成25萬7千石
7. 蜂須賀宗英〔從四位下、阿波守・侍從〕
8. 蜂須賀宗鎮〔從四位下、阿波守・侍從〕
9. 蜂須賀至央〔無官位官職〕
10. 蜂須賀重喜〔從四位下、阿波守・侍從〕
11. 蜂須賀治昭〔從四位下、阿波守・侍從〕
12. 蜂須賀齊昌〔從四位下、阿波守・侍從〕
13. 蜂須賀齊裕〔從四位上、阿波守・參議・侍從〕
14. 蜂須賀茂韶〔從四位上、阿波守・侍從〕

## 支藩
- 富田藩

富田藩（日文とみだはん）為江戶時代中期德島藩的支藩。

1678年蜂須賀隆重由德島藩5代藩主蜂須賀綱矩處得到5萬石的領地，於名東郡富田（德島市内）的居所立藩。
不過因為第3代蜂須賀宗員成為宗家的嫡長子，因此與德島藩合併，於1725年廢藩。

### 歷代藩主
蜂須賀家
外樣大名　5萬石　（1678年 - 1725年）
1. 蜂須賀隆重
2. 蜂須賀隆長
3. 蜂須賀宗員

## 家老
- 稻田氏（淡路洲本城1萬4000石 重臣）洲本城代、維新後成為男爵

```
稻田植元－示植－植次－植儀＝植幹（植次子）－植治＝植政（植幹子）－植久－植晟＝植樹（植久子）－敏植－植封＝藝植（敏植子）

－植乘＝植誠（敏植孫）＝邦植（植乘子）
```

- 池田氏（藩主外戚）：之後蜂須賀姓

```
池田由英（
池田恆興
曾孫）－
```

- 賀島氏（阿波牛岐領1萬石）維新後成為男爵

```
賀島長昌－政慶－政重－重玄－重郷＝政之－政朝＝政良－政孝－政德－政延－政綽＝政範－政一－政長
```